# Ampelisca unidentata
Ampelisca unidentata är en kräftdjursart. Ampelisca unidentata ingår i släktet Ampelisca och familjen Ampeliscidae. Inga underarter finns listade i Catalogue of Life.